# Радівка (Житомирський район)
Ра́дівка —  село в Україні, у Житомирському районі Житомирської області. Входить до складу Коростишівської міської громади. Населення становить 101 осіб.

## Населення

### Мова
Рідна мова населення за даними перепису 2001 року:
| Мова       | Чисельність, осіб | Доля     |
| ---------- | ----------------- | -------- |
| Українська | 97                | 96,04 %  |
| Російська  | 4                 | 3,96 %   |
| Разом      | 101               | 100,00 % |